# Amar (álbum)
Amar é oitavo álbum de estúdio da cantora brasileira Simone, e foi lançado em 1981. É também o seu primeiro álbum lançado na gravadora CBS. O grupo MPB-4 faz uma participação na faixa "Pequenino Cão", enquanto que Gal Costa e Toquinho aparecem na canção "Bárbara". O álbum proporcionou um disco de platina a Simone.

## Faixas
| N.º | Título                                                        | Duração |  |
| 1.  | "Mundo Delirante" (Abel Silva / Sueli Costa)                  | 3:12    |  |
| 2.  | "Pequenino Cão" (Caio Sílvio / Fausto Nilo)                   | 3:49    |  |
| 3.  | "Pão e Poesia" (Moraes Moreira / Fausto Nilo)                 | 4:47    |  |
| 4.  | "Yo no Te Pido" (Pablo Milanes)                               | 3:23    |  |
| 5.  | "Amar" (Milton Nascimento / Fernando Brant)                   | 3:32    |  |
| 6.  | "Naquela Noite com Yoko" (Abel Silva / Sueli Costa)           | 4:40    |  |
| 7.  | "Encontros e Despedidas" (Milton Nascimento / Fernando Brant) | 2:26    |  |
| 8.  | "Vida" (Chico Buarque)                                        | 4:00    |  |
| 9.  | "Espelho das Águas" (Tom Jobim)                               | 4:28    |  |
| 10. | "Bárbara" (Chico Buarque / Ruy Guerra)                        | 2:35    |  |